# Луйсковицы
Лу́йсковицы (фин. Luiskenitsa) — деревня в Гатчинском муниципальном округе Ленинградской области.

## История
Деревня Луйсковицы из 15 дворов упоминается на «Топографической карте окрестностей Санкт-Петербурга» Ф. Ф. Шуберта 1831 года.

ЛУЙСКОВИЦЫ — деревня Войсковицкой мызы, принадлежит Кандалинцевой, надворной советнице, число жителей по ревизии: 25 м. п., 35 ж. п. (1838 год)

В пояснительном тексте к этнографической карте Санкт-Петербургской губернии П. И. Кёппена 1849 года она записана как деревня Luiskinitz (Луйсковицы) и указано количество её жителей на 1848 год: савакотов — 10 м. п., 25 ж. п., ижоры — 13 м. п., 15 ж. п., всего 63 человека. Ижоры относились к православному Дылицкому Владимирскому приходу, савакоты — к лютеранскому приходу Спанккова.
Согласно «Топографической карте частей Санкт-Петербургской и Выборгской губерний» в 1860 году деревня Луйсковицы насчитывала 11 крестьянских дворов, в деревне была своя ветряную мельницу.

ЛУЙСКОВИЦЫ — деревня владельческая при колодце, число дворов — 10, число жителей: 32 м. п., 20 ж. п. (1862 год)

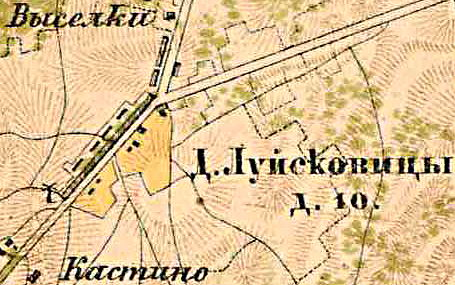
План деревни Луйсковицы. 1885 год.

В 1885 году, согласно «Карте окрестностей Петербурга», деревня Луйсковицы насчитывала 10 дворов. Сборник же Центрального статистического комитета описывал её так:

ЛУЙСКОВИЦЫ — деревня бывшая владельческая, дворов — 12, жителей — 56; лавка. (1885 год).

В конце XIX — начале XX века деревня административно относилась к Староскворицкой волости 3-го стана Царскосельского уезда Санкт-Петербургской губернии. Население деревни было смешанным — финско-ижорским.
К 1913 году количество дворов уменьшилось до 9.
С 1917 по 1918 год деревня Луйсковицы входила в состав Староскворицкой волости Царскосельского уезда.
С 1918 по 1920 год в составе Таровицкого сельсовета Вохоновской волости Детскосельского уезда.
С 1920 года в составе Луйсковицкого сельсовета.
С 1923 года в составе Гатчинского уезда.
С 1924 года в составе Миккинского сельсовета Венгисаровской волости.
Согласно данным переписи населения СССР 1926 года в деревне Луйсковицы Миккинского сельсовета Венгисаровской волости Троцкого уезда проживали 126 человек — финны и русские.
С 1927 года в составе Гатчинского района.
С 1928 года в составе Вохоновского сельсовета. В 1928 году население деревни Луйсковицы также составляло 126 человек.

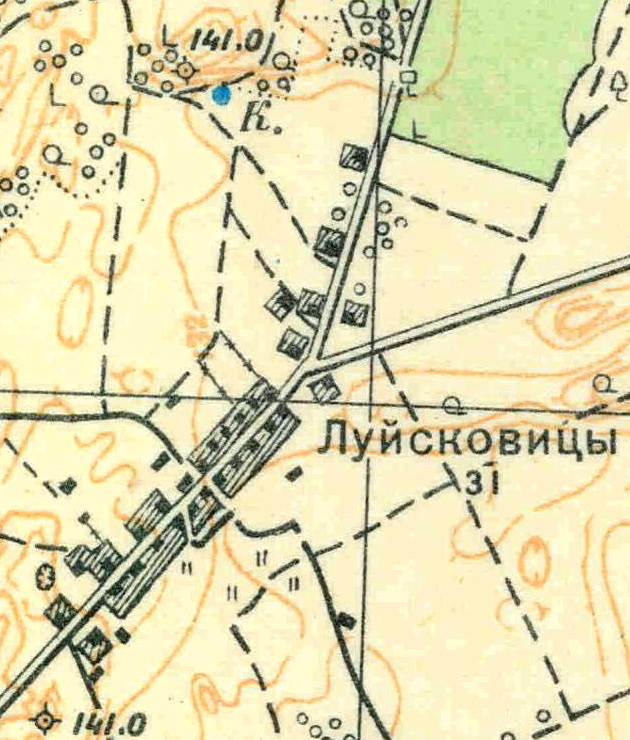
План деревни Луйсковицы. 1931 год

Согласно топографической карте 1931 года деревня насчитывала 31 двор.
По административным данным 1933 года деревня Луйсковицы входила в состав Вохоновского сельсовета Красногвардейского района.
С 1939 года в составе Елизаветинского сельсовета.
С 1940 года вновь в составе Вохоновского сельсовета.
Деревня была освобождена от немецко-фашистских оккупантов 26 января 1944 года.
С 1952 года в составе Войсковицкого сельсовета.
В 1958 году население деревни Луйсковицы составляло 94 человека.
С 1959 года вновь в составе Елизаветинского сельсовета Гатчинского района.
По данным 1966, 1973 и 1990 годов деревня Луйсковицы входила в состав Елизаветинского сельсовета.
В 1997 году в деревне проживали 119 человек, в 2002 году — 140 человек (русские — 90%), в 2007 году — 121.

## География
Деревня расположена в северо-западной части Гатчинского района на автодороге 41К-104 (Елизаветино — Скворицы) в месте примыкания к ней автодороги 41К-225 (Большие Борницы — Луйсковицы).
Расстояние до административного центра поселения, посёлка Елизаветино — 5 км
Расстояние до ближайшей железнодорожной станции Елизаветино — 4 км.

## Демография
| 1862 | 2007 | 2010 | 2017 |
| ---- | ---- | ---- | ---- |
| 52   | ↗121 | ↗191 | ↘156 |

### Национальный состав
Согласно данным Всероссийской переписи населения 2021 года в деревне проживали 240 человек, из них:
 русские — 208, другие национальности — 3 человека, остальные национальность не указали.

## Транспорт
К юго-западу от деревни находится станция Елизаветино железной дороги Мга — Ивангород, по которой осуществляется пригородное сообщение.
К юго-западу от деревни проходит автомобильная дорога Р38 Гатчина — Ополье.
Через деревню проходят автобусные маршруты:
- № 523 Гатчина, Варшавский вокзал — Луйсковицы
- № 530 Гатчина, Варшавский вокзал — Раболово
- № 543 Гатчина, Варшавский вокзал — Елизаветино
- № 833А Санкт-Петербург, Балтийский вокзал — Калитино

## Известные уроженцы
- Кайналайнен Юрий Рудольфович (03.02.1938) — промышленный дизайнер, разработчик комплексов инструментов для работы космонавтов внутри обитаемых аппаратов и в открытом космосе[25][26].

## Улицы
Лесная, Медовая.